# Keio Flying Squadron (jeu vidéo)
Cet article concerne le jeu vidéo. Pour la série de jeux vidéo, voir Keio Flying Squadron.
Keio Flying Squadron (慶応遊撃隊, Keiō Yūgekitai) est un jeu vidéo développé et édité par Victor Interactive Software, sorti en 1993 sur Mega-CD. Il s'agit d'un shoot 'em up à défilement horizontal. Il fait partie de la franchise Keio Flying Squadron, dont il constitue le premier épisode.